# Phaedropsis stictigramma
Phaedropsis stictigramma là một loài bướm đêm trong họ Crambidae.